# Polski Kontyngent Wojskowy na Słowacji
Polski Kontyngent Wojskowy w misji wojskowego nadzoru przestrzeni powietrznej Republiki Słowackiej w ramach Zintegrowanego Systemu Obrony Powietrznej i Przeciwrakietowej Organizacji Traktatu Północnoatlantyckiego (NATINAMDS) z lotnisk bazowania Sił Zbrojnych Rzeczypospolitej Polskiej – wydzielony komponent Sił Powietrznych, przeznaczony do ochrony przestrzeni powietrznej Słowacji, rotacyjnie w 2024 roku.
W latach 2022–2023 polskie zaangażowanie w Air Policing nad Słowacją funkcjonowało jako użycie załóg statków powietrznych Sił Zbrojnych Rzeczypospolitej Polskiej w misji wojskowego nadzoru przestrzeni powietrznej Republiki Słowackiej.

## Historia
We wrześniu 2022 Słowackie Siły Powietrzne ze względu na brak personelu oraz możliwości serwisowania sprzętu wycofały z użycia myśliwce MiG-29, jednak z powodu opóźnień w dostawach nowoczesnych samolotów wielozadaniowych F-16 utraciły one możliwość realizowania zadań ochrony przestrzeni powietrznej. 27 sierpnia 2022 ministrowie obrony Czech, Polski i Słowacji podpisali deklarację o przejęciu tych zadań przez siły powietrzne Czech i Polski w latach 2022–2024. Polskie F-16 oraz MiG-29 i czeskie Saab JAS 39 Gripen mają pełnić misję jednocześnie, w zależności od konkretnej sytuacji, operując z baz macierzystych. W następnych miesiącach do prowadzenia Air Policingu nad Słowacją dołączyły siły powietrzne Węgier i Niemiec.
Zadania sojuszniczych sił powietrznych obejmują zakres Zintegrowanego Systemu Obrony Powietrznej i Przeciwrakietowej NATO (NATO Integrated Air and Missile Defence System, NATINAMDS), czyli:
- ochronę przestrzeni powietrznej Słowacji,
- udzielanie pomocy załogom samolotów,
- ochronę wojska i ludności cywilnej przed atakami z powietrza
- utrzymywanie ciągłości szkolenia poprzez loty treningowe.

Polska początkowo nie zaangażowała kontyngentu wojskowego, zgodnie z postanowieniem Prezydenta RP z 31 sierpnia 2022 operację Sił Zbrojnych RP poza granicami państwa określono jako użycie załóg statków powietrznych Sił Zbrojnych Rzeczypospolitej Polskiej w misji wojskowego nadzoru przestrzeni powietrznej Republiki Słowackiej  w ramach Systemu Zintegrowanej Obrony Powietrznej i Przeciwrakietowej Organizacji Traktatu Północnoatlantyckiego (NATINAMDS)  w liczebności do 10 żołnierzy od 1 września 2022 do 31 grudnia 2023. Postanowienie z 11 grudnia 2023 nadało polskiemu zaangażowaniu formalny status kontyngentu wojskowego. Kontyngent pełnił służbę do 31 grudnia 2024 roku.